# Victor Groualle
Victor Groualle (1818-1892) est un avocat et haut-fonctionnaire français. Élu conseiller d'État en 1872 par l'Assemblée nationale, il occupe les fonctions de président de la section de l'intérieur jusqu'en juillet 1879, date à laquelle il démissionne pour protester contre l'épuration du Conseil d’État par les républicains.